# California roll

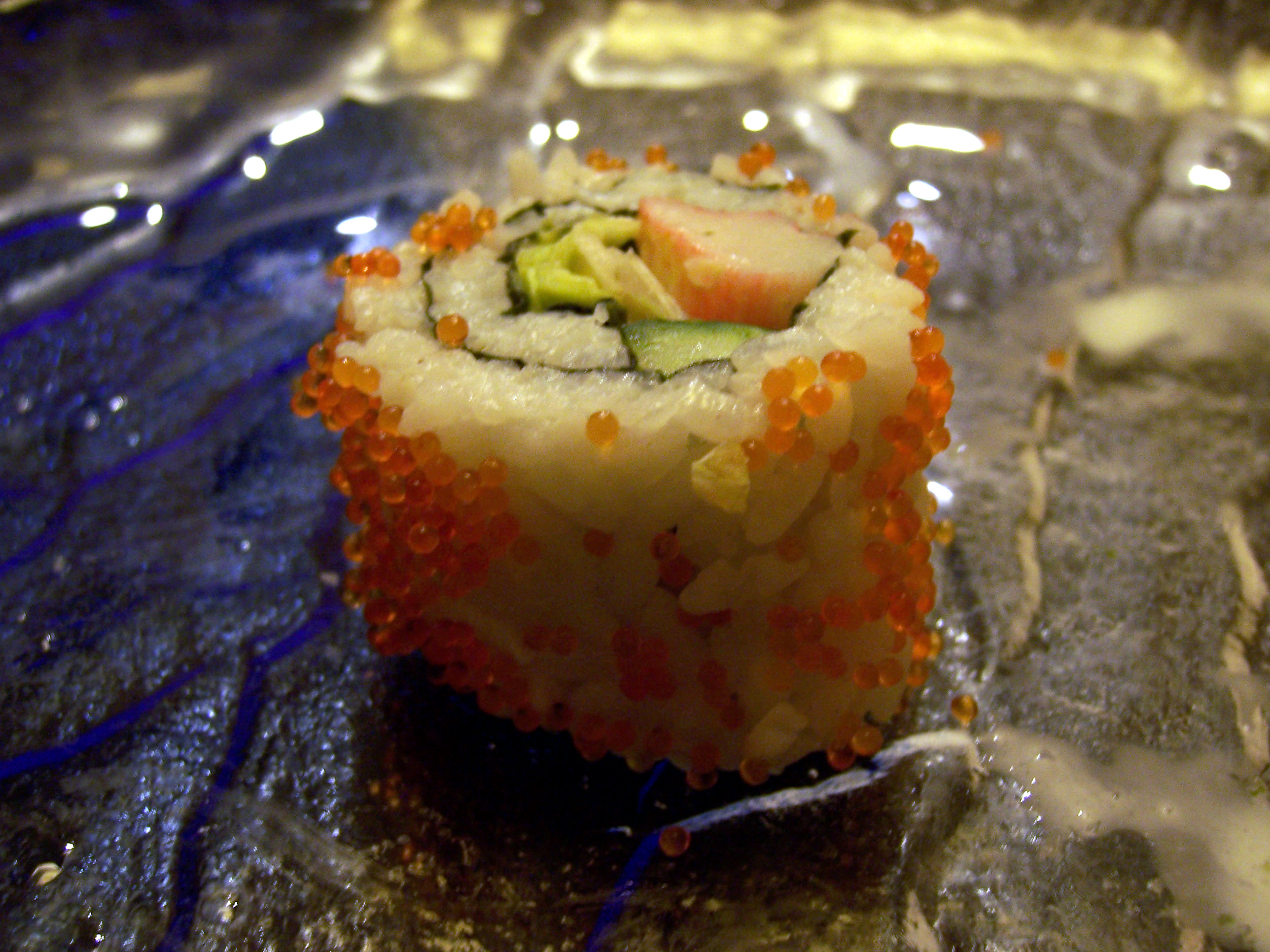
En California roll serverad i Shanghai, Kina. Tillagad ut-och-in och strösslad med tobiko.

California roll (カリフォルニアロール) är en makizushi, en form av sushirulle, oftast tillagad med riset utåt och som innehåller gurka, krabba och avokado. I vissa länder tillagas California roll med mango istället för avokado. Ibland används krabbsallad istället för krabba och ofta är det yttre rislagret strösslat med rostade sesamfrön eller tobiko.
California roll har spelat en roll i sushins popularitet i världen och varit inspirerande för sushikockar över hela världen för att skapa icke-traditionell sushi där den japanska matkulturen blandats med inhemska råvaror.

## Historia
Under 1960-talet blev Los Angeles platsen dit japanska sushikockar reste för att bli förmögna i USA. Sushikocken Ichiro Mashita arbetade på restaurang Tokyo Kaikan som hade en av de första sushibarerna i Los Angeles. Han började ersätta tonfisk (toro) med avokado och efter fortsatt experimenterande så föddes "the California roll". (Tidpunkten anges ofta till i början av 1970-talet i andra källor.) Mashita förstod att den oljiga texturen hos avokado var en perfekt ersättare till tonfisk. Traditionella makizushi är rullade med sjögräs (nori) på utsidan, men Mashita gjorde så småningom rullar med riset utåt, så kallade uramaki, eftersom amerikanerna inte gillade att se och tugga sjögräset när det satt på utsidan.
Vid ungefär samma tidpunkt (1970-talets början) upptäckte kocken Hidekazu Tojo i Vancouver samma knep, och även han räknas som uppfinnare av california roll.
California roll blev en favorit i södra Kalifornien och under 1980-talet var den populär i hela USA. Den bidrog till sushins vidare popularitet i USA genom att introducera mer exotiska alternativ till gästerna. Sushikockar har sedan dess tagit fram olika sushirullar utifrån den första enkla varianten och många sushirestauranger i Nordamerika har menyer med flera olika typer av California roll.